# Praslinia cooperi
Praslinia cooperi é uma espécie de anfíbio gimnofiono da família Caeciliidae, única espécie do género Praslinia. É endémica das Seychelles. Está ameaçada por destruição do habitat.